# パリ写真
パリ写真（パリしゃしん）とは、評論家 今橋映子が著作『〈パリ写真〉の世紀』（白水社、2003、ISBN 4560038945）の中で提唱した、パリとパリ人を撮った、写真のジャンル。
本書ではウジェーヌ・アジェを起源として、彼の死の翌年、1928年の写真雑誌『ヴュ』の創刊から1980年代の「パリ写真」の絵葉書化による再ブームまでのあいだのストレートフォトグラフィを扱っている。
下記の通り、写真家の出生地は多様である。

## パリ写真の写真家
- アンドレ・ケルテス（ハンガリー）
- ジェルメーヌ・クルル（ポーランド）
- ブラッサイ（トランシルヴァニア）
- モイ・ヴェール（リトアニア）
- ロベール・ドアノー（フランス）
- ウィリー・ロニ（フランス）
- イジス（リトアニア）
- アンリ・カルティエ＝ブレッソン（フランス）
- フランク・ホーヴァット（イストリア）
- エド・ファン・デル・エルスケン（オランダ）
- ヨハン・ファン・デル・コイケン（オランダ）
- ウィリアム・クライン（アメリカ）